# Toronto Wolfpack
O Toronto Wolfpack é um clube profissional de rugby com sede em Toronto, Canadá, que compete na SuperLiga de primeira linha, com sede na Inglaterra. A equipa jogou pela primeira vez em 2017, na Liga 1 da RFL de terceiro nível e terminou em primeiro lugar, ganhando promoção para o Campeonato RFL de segundo nível no final da sua temporada inaugural. O Wolfpack foi o campeão da temporada regular na primeira e na segunda temporada no campeonato da RFL. Em 2018, o clube competiu no The Qualifiers, onde havia apenas uma vitória (o Million Pound Game), da promoção à SuperLiga de primeira linha. No final da temporada de 2019, Wolfpack ganhou promoção para a SuperLiga de primeira linha com uma vitória no Million Pound Game.
O clube é o primeiro time norte-americano a jogar no sistema Rugby Football League, o primeiro time profissional da liga de rugby no Canadá e o primeiro time transatlântico da liga de rugby.

## História

### 2014–2016: Origens e bases
A Liga de Futebol de Rugby recebeu pela primeira vez um pedido de um consórcio canadense com sede em Toronto, liderado pelo presidente da entidade canadense Eric Perez, em 2014, para competir no terceiro nível da liga profissional de rugby do Reino Unido. [13] Perez teve a permissão negada de ingressar diretamente na Superliga de primeiro nível e, em vez disso, tentou construir o clube até o ponto em que ele poderia ser promovido. [14] [15] Uma conferência de imprensa foi realizada em 27 de abril de 2016, na qual detalhes da franquia, que começaram a ser exibidos em 2017, foram revelados. [16] [17] A equipa será a primeira equipe da liga profissional de rugby a sediar-se no Canadá. [17] Um grupo de 10 empresários, formado principalmente por canadenses e pelo milionário australiano David Argyle, é dono do clube, [18] [19] tendo pago cerca de US $ 500.000 para receber a admissão na liga. [20] Uma condição para a equipa ingressar no sistema da liga britânica de rugby era que eles seriam responsáveis por cobrir as despesas de viagem e acomodação incorridas por todas as equipas visitantes fora da SuperLiga da primeira divisão. [20]
Foi sugerido que era um mercado atraente, pois o Canadá tem a maior quantidade de seguidores da liga de rugby fora da Austrália, França, Nova Zelândia e o Reino Unido. [21] [22] O clube planeja jogar em quadras de quatro jogos em casa, quatro jogos fora e cobrir todas as despesas para visitar equipes ao longo da temporada. [23]
O Wolfpack realizou testes em cinco cidades da América do Norte a partir de 24 de setembro; esses eram: Filadélfia, Tampa, Kingston, Vancouver e Toronto. Destes testes, 18 atletas foram selecionados para participar de uma turnê na Inglaterra, culminando num jogo vitorioso contra um clube amador, o Brighouse Rangers. Três jogadores conquistaram contratos profissionais com o Wolfpack após a turnê, com outra rodada de testes a ser realizada em Toronto nos próximos meses para os experimentadores malsucedidos. [24]
O Toronto Wolfpack detém os direitos de todas as transmissões das suas partidas. No Canadá, os jogos são transmitidos na CBC Live e na Game TV, [25] nos EUA, os jogos são transmitidos na Eleven Sports e, no Reino Unido e na Irlanda, a Premier Sports transmite pela Sky Network.

### 2017 – presente: Primeiras temporadas
O Toronto Wolfpack em campo contra o London Broncos na Challenge Cup no Trailfinders Sports Ground em Ealing em março de 2017
Em 22 de janeiro de 2017, o Wolfpacjogou o seueu primeiro jogo profissional, um amistoso de pré-temporada contra o Hull F.C. no estádio KCOM. O placar final foi de 26 a 20 a favor de Hull. [26] O clube disputou a sua primeira partida competitiva em 25 de fevereiro de 2017, resultando numa vitória de 14 a 6 na terceira rodada da Challenge Cup contra os campeões amadores da NCL: Siddal. [27]
Em 4 de março de 2017, Torontjogou a suaua primeira partida na Liga 1, fora do London Skolars. Eles venceram a partida por 76 a 0. A sua primeira partida em casa foi disputada em 6 de maio de 2017, onde derrotou o Oxford na frente de 6.281 torcedores no Lamport Stadium. [29]
O Wolfpack continuaria com uma campanha bem-sucedida, vencendo todas as quinze das suas partidas regulares da temporada e cinco dos sete jogos dos playoffs. O Wolfpack terminou a temporada com 41 pontos em 22 jogos e diferença de pontos de +921.
A promoção para o campeonato e o título da Kingston Press League 1 foram garantidos em 9 de setembro de 2017, com o Wolfpack vencendo o Barrow Raiders por 26–2 na frente de 7.972 espetadores.
Eles fecharam a temporada em 16 de setembro de 2017 com uma vitória contra Doncaster. Este jogo também atraiu um público recorde de 8.456.
A temporada seguinte teve sucesso contínuo pelo Wolfpack; ganhar o escudo dos líderes da liga na competição do campeonato. Após uma derrota na rodada 4 contra o London Broncos, eles organizaram uma sequência de vitórias em 18 jogos em março de 2018 [30], que foi quebrada com uma derrota em casa para o Featherstone Rovers no final de julho. Eles jogaram com credibilidade nos Super 8s, com cinco vitórias em sete jogos, derrotando os times da SuperLiga Widnes Vikings e Leeds Rhinos. No entanto, eles ficaram aquém da promoção automática por diferença de pontos e o London Broncos venceu o Wolfpack por 4-2 no Lamport Stadium no Million Pound Game, condenando o Wolfpack a mais uma temporada no Campeonato, a um custo financeiro significativo para a franquia.
Em 5 de outubro de 2019, o Wolfpack foi promovido Superliga pela primeira vez na história do clube após sua vitória por 24 a 6 sobre o Featherstone Rovers no Million Pound Game de 2019.

## Estádio
Estádio Lamport, com sede no bairro Liberty Village, em Toronto.
O estádio da equipa é o Lamport Stadium, em Toronto, conhecido como The Den nos jogos de Toronto. O estádio tem capacidade para 9.600 pessoas. [17] O estádio foi inaugurado em 1975 e possui um campo artificial. Além do rugby, também recebeu futebol e lacrosse. [13] A equipa assinou um contrato de três anos. [31]
O grupo de torcedores do Toronto Wolfpack pode ser encontrado na Seção 35.
Os jogos em casa também foram realizados em Fletcher's Fields, em Markham, Ontário, e no New River Stadium, em Londres, Inglaterra.

## Logística
Como nenhum dos jogadores da lista é de Toronto ou Canadá, a equipe fica na residência do George Brown College em West Don Lands, que é o antigo local da Vila de Atletas dos Jogos Pan-Americanos de 2015 e treina no Estádio Lamport. Aequipases ausentes ficam na residência da Universidade de York [32] e treinam nas instalações atléticas da Universidade de York. Através de um contrato de patrocínio com a Air Transat, equipa cobre os custos de viagem e acomodação de todas aequipases ausentes. [33] Toronto Wolfpack continuou a cobrir as despesas para as equipas visitantes na temporada de 2018. [34]
Toronto assinou um acordo com o Brighouse Rangers para compartilhar o seu campo de treinamento nas pré-temporadas e enquanto o Wolfpack estiver no Reino Unido para jogos fora de casa em 2017. [35] No final da temporada de 2017, o Wolfpack confirmou a sua intenção de mudar para uma base em Manchester, Reino Unido, durante a temporada de 2018, e em 2018 anunciou o aprofundamento da sua parceria com a Manchester Metropolitan University e a sua comunidade. [36] Manchester agora serve como a casa do Wolfpack no Reino Unido.

## Mídia e Promoção
Os jogos Toronto Wolfpack são transmitidos no canal canadiana GameTV, com outros direitos digitais estendidos à CBC Sports com jogos transmitidos no site da CBC Sports. As partidas também são arquivadas no canal do YouTube Wolfpack de Toronto.
Todos os jogos do Toronto Wolfpack são transmitidos ao vivo no Reino Unido pela Sky Sports - Arena, que atinge 11 milhões de casas na Sky Network. Nos EUA, a Eleven Sports envia transmissões para 50 milhões de residências.
Em dezembro de 2019, o Toronto Wolfpack assinou a agência LP / AD, com sede em Toronto, como agência registada da para a temporada 2020, para ajudar a promover as atividades comerciais da equipa durante a temporada inaugural da SuperLiga. [37] [38]